# Симеон Богоприємець
Симео́н Богоприє́мець — християнський святий, єврейський праведник, про якого згадується в Новому Заповіті.

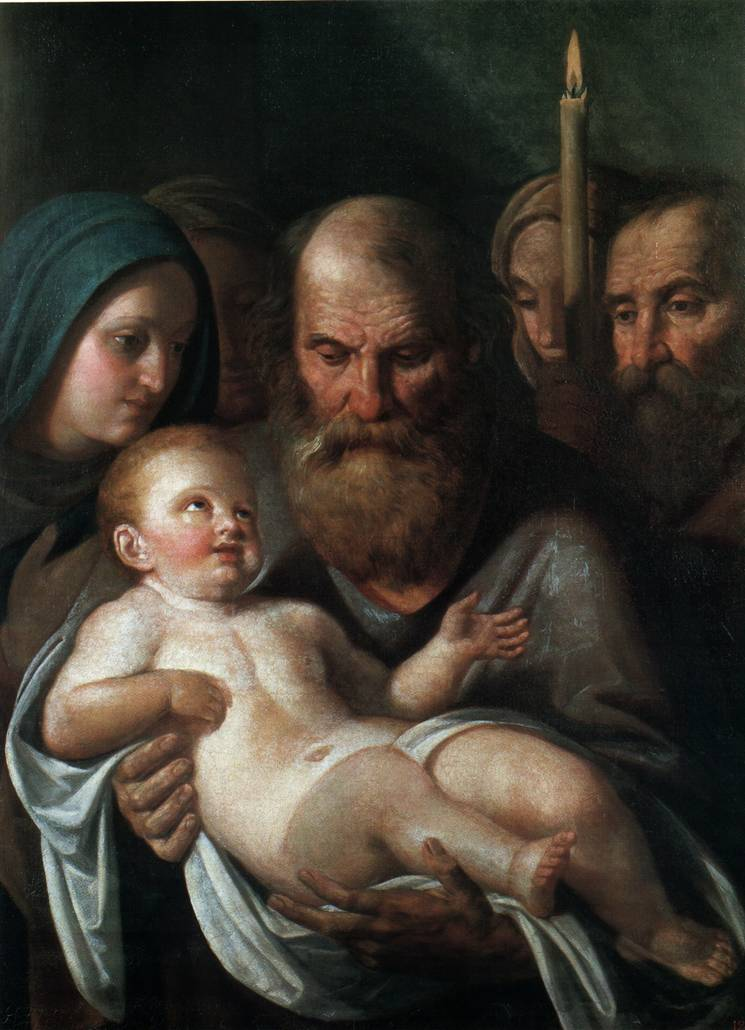
Симеон Богоприємець тримає Ісуса, 1830-40s, Алексей Егоров

Євангеліє від Луки описує історію зустрічі (Стрітення) Симеона і Святого Сімейства. Коли Діва Марія разом з Йосифом принесла Ісуса до храму, їх зустрів там сивий старий Симеон, який чекав зустрічі з Господом вже багато років. Згідно з Євангелієм від Луки, Симеон був праведником і від Духа Святого був звіщений, що він зможе вмерти лише тоді, як побачить Ісуса Христа. Те й здійснилося — Симеон міг одержати тепер вічний спокій. Перед смертю старець Симеон сповістив, що Немовля, яке йому нарешті судилося побачити, вийде «на служіння спасіння людей».
Другою особою, що зустріла Ісуса в храмі була пророчиця Анна, про що також свідчить Євангеліє від Луки.

## Передання
Згідно з переданням праведний Симеон був одним із 70 перекладачів, які перекладали книги Старого Завіту з єврейської мови на грецьку. Коли він прочитав «Ось Діва зачала і породить Сина» (Іс. 7:14), то хотів слово «Діва» замінити на «Жінка». Але йому з'явився ангел Господній і сказав: «Ти на власні очі побачиш сповнення цього пророцтва». Симеон з вірою чекав аж до глибокої старості виконання Божої обітниці. В переданні сказано, що він жив 300 років і помер наступного дня після того, як побачив Дитятко Ісуса в єрусалимській святині.

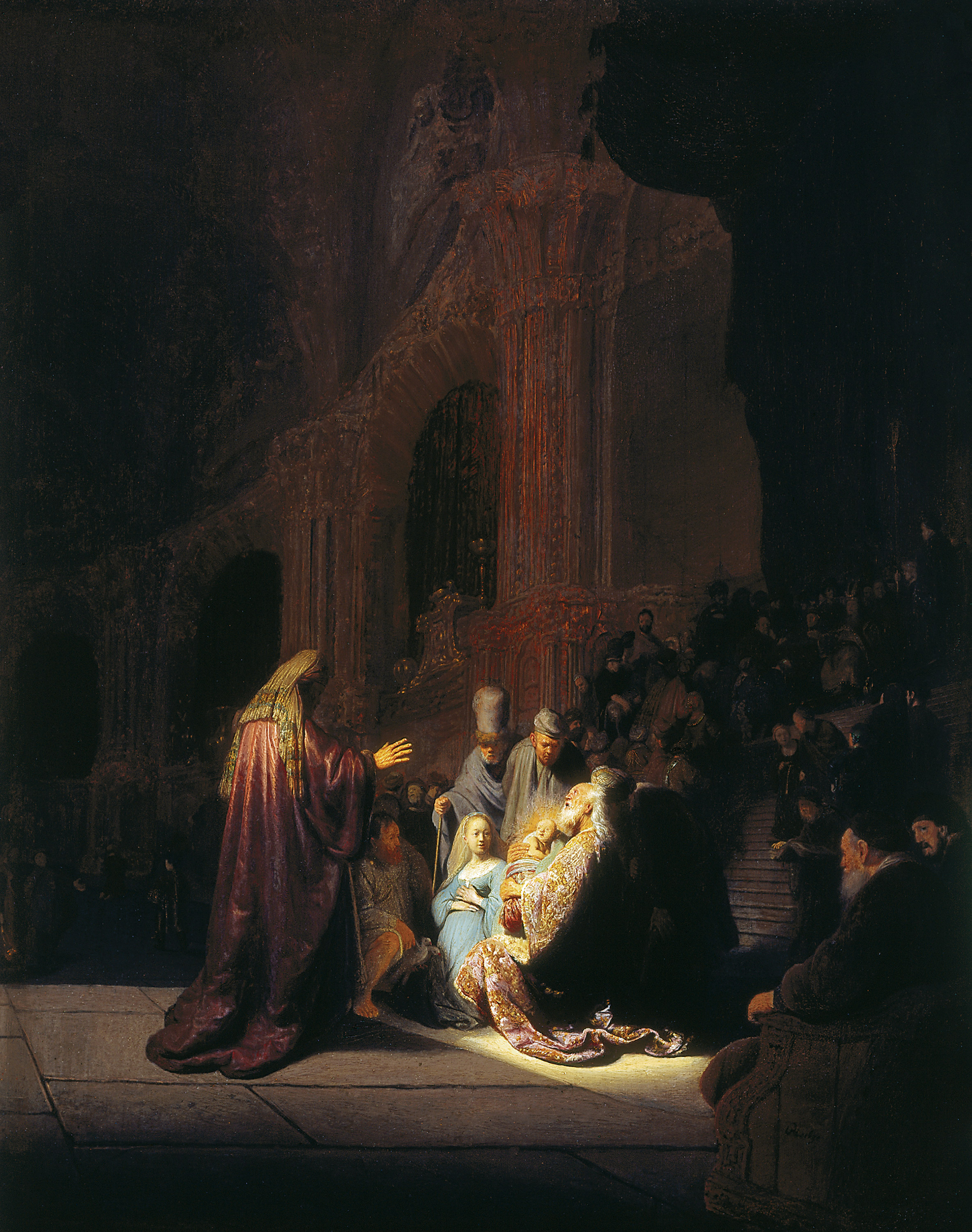
Рембрандт, 1631

День пам'яті — 3 лютого.

## Дивись також
Simeon in the Temple (Rembrandt)